# Chloebora sanguinipes
Chloebora sanguinipes är en insektsart som först beskrevs av Boris Petrovich Uvarov 1941.  Chloebora sanguinipes ingår i släktet Chloebora och familjen gräshoppor. Inga underarter finns listade i Catalogue of Life.